# Va-banki
Va-banki (georgiska: ვა-ბანკი) var den georgiska versionen av TV-programformatet Deal or No Deal. Programmet sändes på TV-kanalen Rustavi 2 från den 11 november 2008 till den 23 juni 2009. Programmet leddes av Misja Msjvildadze. 
Programmet använde sig av samma musik som i den amerikanska versionen och programmets upplägg påminde även det mycket om det amerikanska. Programmet var upplagt så att 26 modeller bar var sin väska med värden mellan 0,01 och 50,000 lari. 
Den 3 februari 2009 vann två georgiska fotbollsspelare, Rezo och Artjil Arveladze (bror till Sjota Arveladze), toppvinsten 50,000 lari.

## Värden
| 0.01 GEL | 1,000 GEL  |
| 1 GEL    | 1,500 GEL  |
| 5 GEL    | 2,500 GEL  |
| 10 GEL   | 3,000 GEL  |
| 25 GEL   | 4,000 GEL  |
| 50 GEL   | 5,000 GEL  |
| 100 GEL  | 6,000 GEL  |
| 150 GEL  | 7,500 GEL  |
| 200 GEL  | 10,000 GEL |
| 300 GEL  | 15,000 GEL |
| 400 GEL  | 20,000 GEL |
| 500 GEL  | 30,000 GEL |
| 750 GEL  | 50,000 GEL |